# Raval Roig-Virgen del Socorro
Raval Roig-Virgen del Socorro, popularmente conocido como El Raval Roig, es un barrio de la ciudad española de Alicante. Limita al norte con el barrio del Pla del Bon Repós; al este con el barrio de Vistahermosa; al sur con el barrio de Ensanche Diputación, a la altura de la playa del Postiguet; al suroeste con el barrio de Casco Antiguo-Santa Cruz; y al oeste con el barrio del San Antón. Según el padrón municipal, cuenta en el año 2023 con una población de 1661 habitantes (881 mujeres y 780 hombres).

## Población
Según el padrón municipal de habitantes de Alicante, la evolución de la población del barrio de Raval Roig-Virgen del Socorro en los últimos años, del 2011 al 2023, tiene los siguientes números:
|              | 2011 | 2012  | 2013  | 2014  | 2015  | 2016  | 2017 | 2018  | 2019  | 2020  | 2021  | 2022 | 2023  |
| ------------ | ---- | ----- | ----- | ----- | ----- | ----- | ---- | ----- | ----- | ----- | ----- | ---- | ----- |
| Población    | 1672 | 1627  | 1613  | 1599  | 1582  | 1539  | 1540 | 1564  | 1575  | 1603  | 1617  | 1613 | 1661  |
| (Diferencia) |      | (-45) | (-14) | (-14) | (-17) | (-43) | (+1) | (+24) | (+11) | (+28) | (+14) | (-4) | (+48) |

## Descripción
Está situado junto a la playa del Postiguet y en las estribaciones del monte Benacantil, que alberga el Castillo de Santa Bárbara. El Raval Roig fue en sus orígenes un barrio marinero situado extramuros de la ciudad. Con la explosión del turismo en los años 70, el perfil de casas bajas del siglo XIX fue cediendo su lugar a las edificaciones características de esa década. Las tradiciones marineras del barrio quedan en la actualidad limitadas a las fiestas patronales en honor de la Virgen del Socorro. Estas fiestas están consideradas las más antiguas de la ciudad.

## Ermita templaria
El 28 de junio de 1585 los frailes Agustinos se establecieron en una ermita en la calle Virgen del Socorro que, anteriormente y según las crónicas, fue Casa de los Caballeros Templarios.
A pesar de ser ellos los que pusieron a la ermita el título de Nuestra Señora del Socorro, durante algún tiempo permaneció la primitiva advocación de la Virgen del Lluch, por la imagen que allí se veneraba y que tomaba su nombre del Santuario de Lluch, en Mallorca. Su primer prelado fue fray Balthasar Llopis, que tomó posesión el 10 de julio de 1585.
En 1960 la ermita fue destruida por la promotora Yoraco para la construcción de un garaje.